# Dorota Wysocka-Schnepf

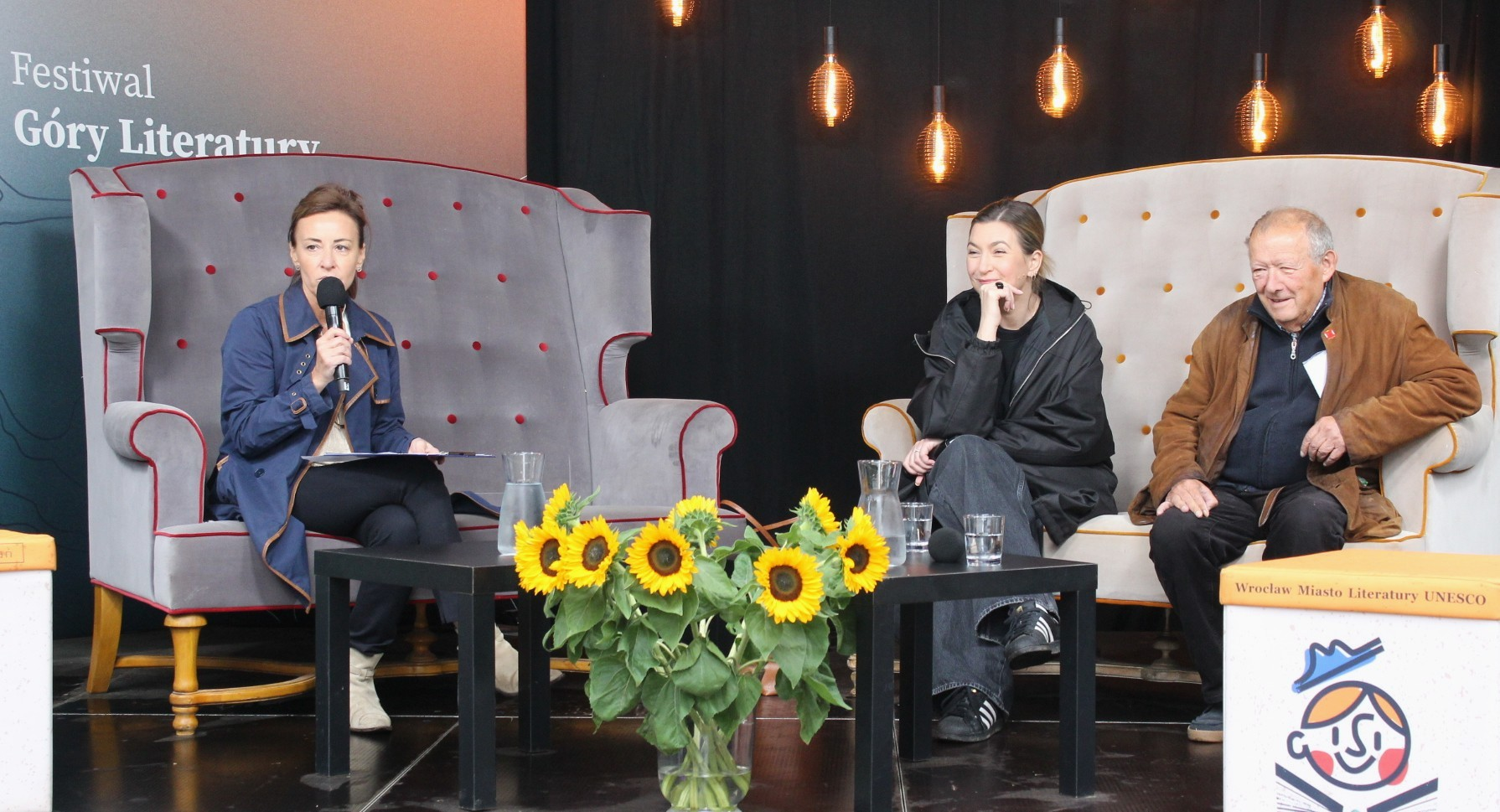
Dorota Wysocka-Schnepf (po lewej) oraz Katarzyna Kasia i Adam Michnik (po prawej) na spotkaniu w ramach Festiwalu Góry Literatury (12 lipca 2025)

Dorota Wysocka-Schnepf (ur. 4 października 1970 w Jeleniej Górze) – polska dziennikarka radiowa i telewizyjna, w latach 2016–2024 dziennikarka serwisu internetowego dziennika „Gazeta Wyborcza”.

## Życiorys
Ukończyła studia na Politechnice Wrocławskiej (kierunek inżynieria środowiska). W przeszłości pracowała w radiowej Trójce, była reporterką sejmową, prowadziła wywiady w cyklu Salon polityczny Trójki oraz program Konferencja prasowa w telewizji TVN. 
W latach 2001–2004 była korespondentką Polskiego Radia w Ameryce Łacińskiej. Współpracowała wówczas z dziennikiem „Rzeczpospolita” i tygodnikiem „Wprost”. 
W latach 2004–2013 z przerwami prowadziła w TVP1 główne wydanie Wiadomości oraz programy publicystyczne: Debaty Polaków, Kwadrans po ósmej, Kwadrans po 11-tej, Z refleksem i Polityka przy kawie. Następnie do 2016 pracowała jako korespondentka w Stanach Zjednoczonych. Przygotowywała materiały do różnych programów informacyjnych TVP. 
Od października 2016 do marca 2024 była dziennikarką działu wideo w serwisie internetowym dziennika „Gazeta Wyborcza”.
W lutym 2024 została prowadzącą program Rozmowy niesymetryczne na antenie TVP Info. Od 2 kwietnia 2024 jest jedną z prowadzących Pytanie dnia, nadawane bezpośrednio po głównym wydaniu serwisu informacyjnego 19.30. Prowadzony przez nią, publicystyczny program emitowany jest w TVP1 i TVP Polonia oraz w dłuższej wersji również w TVP Info. Prowadzi także program Jak nas widzą w TVP Polonia oraz współprowadzi z Grzegorzem Nawrockim program Niebezpieczne związki w TVP Info.
12 maja 2025, pomimo sprzeciwu większości sztabów wyborczych zarzucających jej stronniczość, wraz z Radomirem Witem i Piotrem Witwickim poprowadziła dla Telewizji Polskiej debatę przed wyborami na prezydenta Polski w 2025.

### Życie prywatne
Jest drugą żoną dyplomaty Ryszarda Schnepfa. Mają dwoje dzieci: córkę Antonię (ur. 2009) i syna Maximiliana (ur. 2010).

## Nagrody i wyróżnienia
- Hiena Roku (2024)[14] – przyznana przez Zarząd Główny Stowarzyszenia Dziennikarzy Polskich, dotycząca wyemitowanego w programie Niebezpieczne związki w TVP Info materiału (zrealizowanego wspólnie z Grzegorzem Nawrockim) Czy PiS odpowie za finansowanie Rydzyka[15]. Za nierzetelność i „naruszenie prawie wszystkich zasad, jakich w cywilizowanym świecie winni przestrzegać dziennikarze, zapisanych w polskiej i międzynarodowej karcie etyki dziennikarskiej”[16].